# بومویل (ایندیانا)
بومویل، ایندیانا (به انگلیسی: Boonville, Indiana) یک شهر در ایالات متحده آمریکا با جمعیت ۶٬۲۴۶ نفر است که در ایندیانا واقع شده‌است.

## موقعیت جغرافیایی
موقعیت جغرافیایی شهرها و مناطق اطراف به شرح زیر است: